# Oedignathus inermis
Oedignathus inermis är en kräftdjursart som först beskrevs av William Stimpson 1860.  Oedignathus inermis ingår i släktet Oedignathus och familjen trollkrabbor. Inga underarter finns listade i Catalogue of Life.